# Megachile latita
Megachile latita är en biart som beskrevs av Mitchell 1934. Megachile latita ingår i släktet tapetserarbin, och familjen buksamlarbin. Inga underarter finns listade i Catalogue of Life.